# Уильямсон, Кирон
Кирон Уильямсон (англ. Kieron Williamson; 4 августа 2002, Холт, Норфолк, Англия) — британский художник-акварелист, чьи картины и способности к рисованию в восьмилетнем возрасте вызвали значительный интерес в СМИ, в особенности использование им перспективы и оттенения.
Британская пресса окрестила Уильямсона «маленьким Моне» за характерную импрессионистскую манеру письма. Кирона называют вундеркиндом. На его второй выставке, которая проходила в 2009 году, 16 его картин были проданы за 14 минут за 18 200 фунтов стерлингов. На следующей выставке в июле 2010 года все его 33 картины были проданы за 30 минут на общую сумму 150 000 фунтов стерлингов.
6 августа 2010 Кирон выложил на веб-сайте BBC свои новые картины, которые были представлены на выставке в 2011 году.